# Distretto di Kuga
Il distretto di Kuga (玖珂郡, Kuga-gun?) è uno dei distretti della prefettura di Yamaguchi, in Giappone.
Attualmente fa parte del distretto solo il comune di Waki.
| Controllo di autorità | VIAF (EN) 154041147 · LCCN (EN) nr90003281 · J9U (EN, HE) 987007538166405171 · NDL (EN, JA) 00633003 |